# 圈积
在群論中，圈積( wreath product)是一個基於半直積專門應用於兩個群的乘積。圈積專門應用於置換群的歸類，並提供一些方法建構有趣的例子。
給定兩個群A和H ，則存在兩種圈積的變化: 未限制圈積( unrestricted wreath product )A Wr H(也叫做 A ≀ H)，以及限制圈積 (restricted wreath product)A wr H。給定一個集合Ω有著H-action，則存在一個一般化的圈積，記作: A WrΩ H 。